# Елыкаевское сельское поселение
Елыка́евское се́льское поселе́ние — упразднённое муниципальное образование в Кемеровском районе Кемеровской области. Административный центр — село Елыкаево.

## География
Елыкаевское сельское поселение расположено на правом берегу реки Томь. На западе оно граничит с Береговым сельским поселением.

## История
Елыкаевское сельское поселение образовано 17 декабря 2004 года в соответствии с Законом Кемеровской области № 104-ОЗ. В его состав вошли 20 населённых пунктов бывших Андреевской, Елыкаевской, Силинской, Старочервовской сельских территорий (сельсоветов).

## Население
| 2010  | 2011  | 2012  | 2013  | 2014  | 2015  | 2016  |
| ----- | ----- | ----- | ----- | ----- | ----- | ----- |
| 7127  | ↗7137 | ↘6954 | ↘6944 | ↗7024 | ↘6880 | ↗6914 |
| 2017  | 2018  | 2019  |       |       |       |       |
| ↘6907 | ↘6788 | ↘6784 |       |       |       |       |

## Состав сельского поселения
| №  | Населённый пункт | Тип населённого пункта       | Население |
| -- | ---------------- | ---------------------------- | --------- |
| 1  | Александровка    | деревня                      | 3         |
| 2  | Андреевка        | село                         | 1229      |
| 3  | Вознесенка       | деревня                      | 12        |
| 4  | Воскресенка      | деревня                      | 147       |
| 5  | Елыкаево         | село, административный центр | 2748      |
| 6  | Журавлево        | деревня                      | 293       |
| 7  | Жургавань        | деревня                      | 119       |
| 8  | Илиндеевка       | деревня                      | 9         |
| 9  | Ляпки            | деревня                      | 143       |
| 10 | Малиновка        | деревня                      | 2         |
| 11 | Михайловский     | посёлок                      | 0         |
| 12 | Осиновка         | деревня                      | 303       |
| 13 | Панинск          | посёлок                      | 8         |
| 14 | Привольный       | посёлок                      | 141       |
| 15 | Силино           | село                         | 859       |
| 16 | Солонечная       | деревня                      | 147       |
| 17 | Старочервово     | деревня                      | 563       |
| 18 | Тебеньковка      | деревня                      | 209       |
| 19 | Упоровка         | деревня                      | 189       |
| 20 | Урманай          | деревня                      | 3         |